# زغبة (ذمار)
زغبه هي إحدى قرى الجمهورية اليمنية. تتبع جغرافيا لمحافظة ذمار وإداريًا لمديرية عنس. يبلغ تعداد سكانها 1375 نسمة حسب الإحصاء الذي أجري عام 2004.